# نبرد سباستیا (۱۰۷۰)
نبرد سباستیا (۱۰۷۰) بخشی از جنگ‌های بیزانس و سلجوقیان بود.

## تاریخ
ارتش سلجوقی در حال گسترش قلمرو به آناتولی بود که این موضوع امپراتوری بیزانس را آشفته کرده بود. امپراتور بیزانس لشکری را به رهبری مانوئل کومننوس علیه ارتش سلجوقی که در سیواس کنونی لشکرکشی می‌کردند فرستاد. ارتش بیزانس متحمل خسارات سنگین شد و آن را مجبور به عقب‌نشینی کرد. در این نبرد مانوئل کومننوس اسیر شد.   